# Mohammad Yousef Kargar
Mohammad Youssef Kargar foi um dos esportistas mais bem sucedidos no Afeganistão. Sua família se estabeleceu num resort de esqui país e ele tornou-se campeão nacional em 1978 com apenas 16 anos. Com a invasão soviética ao país, Kargar parou com o esqui.
Durante os anos 1970 e 1980, fez parte da Seleção Afegã de Futebol. Kagar treinou equipes juvenis de futebol, até ser convidado para treinar a seleção afegã em 2001..